# خواكين باردو
خواكين باردو (بالإسبانية: Joaquín Pardo)‏ هو لاعب كرة قدم كولومبي في مركز الوسط، ولد في 28 فبراير 1946 في بارانكيا في كولومبيا، وتوفي في 16 أكتوبر 2020. لعب مع أتلتيكو جونيور.

## وصلات خارجية
- خواكين باردو على موقع ناشيونال فوتبول تيمز (الإنجليزية)
- خواكين باردو على موقع أوليمبيديا (الإنجليزية)